# Daniel Bianco
Daniel Bianco (Buenos Aires, 5 de junio de 1958) es un escenógrafo español. Ex Director del Teatro de la Zarzuela.

## Biografía
Nació en Buenos Aires, ciudad en donde estudió Bellas Artes, con especialidad en escenografía de teatro y cine, en la Escuela Superior de Bellas Artes de la Nación Ernesto de la Cárcova. Al terminar sus estudios, se vinculó inmediatamente al mundo del teatro, trasladándose a España. En 1983 comenzó a trabajar como ayudante de escenografía y vestuario en diversas producciones de ópera y teatro, vinculándose con prestigiosos artistas como Hugo de Ana, Fabià Puigserver, Gerardo Vera, entre otros. 
Desde 1986, compaginó su labor de escenógrafo con las tareas de dirección técnica y producción en el Teatro Real (Madrid), en el Teatro María Guerrero y en la Compañía Nacional de Teatro Clásico. Fue director artístico adjunto del Teatro Arriaga de Bilbao donde presentó algunas de sus escenografías como Mirentxu, La corte de faraón, El Barberillo de Lavapiés, Il Mondo della luna, La viuda alegre y La Gaviota, entre otras.
Como escenógrafo, su dilatada actividad le ha llevado a realizar diversas producciones de ópera, zarzuela, ballet y teatro de prosa, tanto en España como en otros teatros de Europa y América.
En noviembre de 2015, fue nombrado director del Teatro de la Zarzuela, cargo que desempeñó hasta noviembre de 2023.

## Teatros
- Gran teatro del Liceu
- Teatro Colón de Buenos Aires
- Teatro Real
- Teatro alla Scala de Milán
- Ópera de Liege
- Ópera de Lausane
- Ópera de Montecarlo
- Teatro de la Zarzuela
- Festival de Ravena
- Festival de Salzburgo
- Teatro Arriaga de Bilbao
- Ópera Marinsky
- Teatro municipal de Santiago de Chile
- Teatro Campoamor de Oviedo
- Ópera de Tenerife
- Teatro Chatelet de París
- Teatro Español de Madrid
- Teatro Lope de Vega de Sevilla
- Teatro romano de Mérida
- Teatro de la Maestranza
- Teatro Argentino de La Plata
- Ópera Vilnius,
- Temporada de la ABAO, Bilbao
- Teatro Pérez Galdós
- Teatro Calderón
- Festival de otoño
- Festival Grec de Barcelona
- Festival de Santander, entre otros.